# Tamara Zwierzyńska-Matzke
Tamara Zwierzyńska-Matzke (ur. 1968, zm. 2 grudnia 2000) – polska dziennikarka, romanistka oraz pisarka. Pracowała w dziale reportażu telewizji TVN oraz TVP, była także asystentką reżysera w serialu Szpital Dzieciątka Jezus. W 1998 roku wyszła za Svena Matzke, z którym mieszkała w Brukseli. Napisała pamiętnik Czasami wołam w niebo, który po jej śmierci został uzupełniona przez jej męża i wydany w 2002 roku. Jest bohaterką filmu dokumentalnego Historia Tamary i Svena z 2003 roku.

## Choroba
W 1999 roku lekarze zdiagnozowali u niej raka jajnika. Zmarła w 2000 roku. Przebieg choroby opisywała w swoim dzienniku, który zgodnie z jej wolą został po śmierci uzupełniony i wydany.